# 히가시칸키정
가코가와정(東神吉町)은 효고현 가코가와시에 속하는 지역명이다. 과거에 존재했던 인나미군 히가시칸키촌에 해당한다.